# Noriyasu Numata
Noriyasu Numata (沼田憲保 Noriyasu Numata?, Chiba, 26 de abril de 1966 - Mimasaka, 4 de septiembre de 2007) fue un piloto de motociclismo japonés. Compitió en las carreras de motos del Gran Premio de 250cc entre 1995 y 1998. Murió en un accidente durante la prueba de neumáticos para Dunlop en  Circuito Internacional de Okayama en Japón.

## Biografía
Compitió en la categoría de 250cc del All Japan Road Race Championship de 1991 a 1996. En 1993 fichó por Suzuki con el que entró en el Campeonato por primera vez con la RGV250. Numata consiguió su primera victoria en la novena carrera del campeonato. También se llevó el Campeonato nacional de velocidad de 250cc en 1995, batiendo a Tohru Ukawa y, al siguiente año a Daijiro Kato.
Estos resultados le valieron una wild card para debutar en el Gran Premio de Japón de 1995 y Gran Premio de Japón de 1996. En esta última consiguió un espectacular segunda posición por detrás de Max Biaggi.
Numata compitió durante dos años en el Campeonato Mundial de 250cc con Suzuki. Sin embargo, la máquina fue poco competitiva ya que la fábrica se concentró en 500cc. Numata terminó duodécimo en 1997 y 16.º en 1998 pero en ambos casos, terminó muy por delante de sus compañeros de equipo.
También hizo apariciones puntuales en carreras del Campeonato Mundial de Supersport en 2000 y Superbikes en 2003, pero se retiró en ambas ocasiones. Numata, como muchos de los mejores corredores japoneses, también compitió regularmente en carreras de resistencia como las 8 Horas de Suzuka. Lo hozo en siete ocasiones entre 1991 y 2002 y su mejor resultado fue un cuarto lugar en 1993 junto a Akira Yanagawa. De 2004 a 2007 compitió en el All Japan Road Race Championship en 600cc, terminando quinto y sexto en 2004 y 2005 respectivamente. En el momento de su muerte, ocupó el undécimo lugar en el puesto undécimo de esta competición.

### Carreras por año
Sistema de puntuación de 1988 a 1992:
| Posición | 1.º | 2.º | 3.º | 4.º | 5.º | 6.º | 7.º | 8.º | 9.º | 10.º | 11.º | 12.º | 13.º | 14.º | 15.º |
| Puntos   | 20  | 17  | 15  | 13  | 11  | 10  | 9   | 8   | 7   | 6    | 5    | 4    | 3    | 2    | 1    |

Sistema de puntuación de 1993 en adelante:
| Posición | 1.º | 2.º | 3.º | 4.º | 5.º | 6.º | 7.º | 8.º | 9.º | 10.º | 11.º | 12.º | 13.º | 14.º | 15.º |
| Puntos   | 25  | 20  | 16  | 13  | 11  | 10  | 9   | 8   | 7   | 6    | 5    | 4    | 3    | 2    | 1    |

| Año  | Cat.  | Moto       | 1      | 2      | 3       | 4       | 5       | 6       | 7       | 8       | 9     | 10      | 11     | 12      | 13    | 14      | 15    | 16    | 17 | 18 | Pts. | Pos. |
| ---- | ----- | ---------- | ------ | ------ | ------- | ------- | ------- | ------- | ------- | ------- | ----- | ------- | ------ | ------- | ----- | ------- | ----- | ----- | -- | -- | ---- | ---- |
| 1995 | 250cc | Suzuki     | AUS -  | MAL -  | JAP Ret | ESP -   | ALE -   | ITA -   | NED -   | FRA -   | GBR - | CZE -   | RIO -  | ARG -   | EUR - |         |       |       |    |    | 0    | -    |
| 1996 | 250cc | Suzuki     | MAL -  | IDN -  | JAP 2   | ESP -   | ITA -   | FRA -   | NED -   | ALE -   | GBR - | AUT -   | CZE -  | IMO -   | CAT - | RIO -   | AUS - |       |    |    | 22   | 20.º |
| 1997 | 250cc | Suzuki     | MAL 14 | JAP 9  | ESP 8   | ITA 6   | AUT 10  | FRA Ret | NED Ret | IMO Ret | ALE 7 | RIO Ret | GBR 10 | CZE Ret | CAT 9 | IDN Ret | AUS - |       |    |    | 55   | 12.º |
| 1998 | 250cc | Suzuki     | JAP 9  | MAL 13 | ESP 14  | ITA Ret | FRA Ret | MAD Ret | NED 11  | GBR 11  | ALE 9 | CZE 14  | IMO 14 | CAT 13  | AUS 9 | ARG 6   |       |       |    |    | 52   | 16.º |
| 1999 | 500cc | Muz Werber | MAL -  | JAP 13 | ESP -   | FRA -   | ITA -   | CAT -   | NED -   | GBR -   | ALE - | CZE -   | IMO -  | VAL -   | AUS - | RSA -   | RIO - | ARG - |    |    | 3    | 29.º |